# 斯托尼波因特 (紐約州)
斯托尼波因特（英語：Stony Point）是一個位於美國紐約州羅克蘭縣的鎮。

## 人口
根據2020年美國人口普查的數據，斯托尼波因特的面積為81.84平方千米，當中陸地面積為71.54平方千米，而水域面積為10.30平方千米。當地共有人口14813人，而人口密度為每平方千米181人。